# Zaragoza Challenger 1990
Il Zaragoza Challenger 1990 è stato un torneo di tennis facente parte della categoria ATP Challenger Series nell'ambito dell'ATP Challenger Series 1990. Il montepremi del torneo era di $50 000 ed esso si è svolto nella settimana tra il 2 aprile e l'8 aprile 1990 su campi indoor in terra rossa. Il torneo si è giocato nella città di Saragozza in Spagna.

## Vincitori

### Singolare
Carlos Costa ha sconfitto in finale  Francesco Cancellotti con il punteggio di 6–3, 6–4.

### Doppio
David Rikl /  Tomáš Anzari hanno sconfitto in finale  Carlos Costa /  Francisco Roig con il punteggio di 6–3, 7–6.